# Янченко, Вячеслав Михайлович
Вячесла́в Миха́йлович Я́нченко (род. 19 марта 1938) — командир экипажа воздушного судна Ту-104 Северо-западного управления гражданской авиации, Герой Советского Союза.

## Биография
Вячеслав Янченко родился 19 марта 1938 года в Уфе в семье рабочего. По национальности русский. Член КПСС с 1959 года. Окончил Уфимский геологоразведочный техникум, одновременно занимаясь в Уфимском аэроклубе ДОСААФ.
В Советской Армии с 1956 года. В 1960 году окончил Борисоглебское военное авиационное училище лётчиков, но в связи с сокращением Вооружённых Сил был уволен в запас и поступил на работу в Аэрофлот.
В Аэрофлоте в качестве авиационного техника обслуживал самолёты Ленинградского аэропорта, затем, пройдя переобучение на пилота гражданской авиации в Краснокутском лётном училище гражданской авиации, в течение пяти лет летал на самолёте Ан-2 на местных авиалиниях города Архангельска. По возвращении в город-герой Ленинград (ныне Санкт-Петербург) стал вторым пилотом самолёта Ил-14, затем командиром этого воздушного судна, а в дальнейшем командиром самолёта — Ту-104 и ТУ-154.
С 1975 года В. М. Янченко — командир корабля Ту-154, пилот-инструктор, заместитель командира авиационной эскадрильи, старший пилот-инспектор Северо-Западного Управления Гражданской авиации, подготовил большое количество командиров экипажей на самолёте Ту-154. За годы лётной работы в авиапредприятии «Пулково» выполнял рейсы в различные города Советского Союза и зарубежных стран. С 1997 по 2009 год — инженер по безопасности движения службы спецтранспорта аэропорта Пулково. Избирался депутатом Ленинградского городского Совета депутатов трудящихся трёх созывов, в 1976 году — делегатом XXV съезда КПСС. Проживает в Санкт-Петербурге.

## Подвиг
23 апреля 1973 года командир корабля Ту-104 В. М. Янченко, имея на борту воздушного судна 51 пассажира, совершал плановый рейс по маршруту Ленинград-Москва. После набора высоты возникла нештатная ситуация: находившийся на борту преступник, угрожая взрывом, потребовал лететь в Швецию.
Так как в то время никаких инструкций по действиям в подобных ситуациях не существовало, В. М. Янченко, оценив обстановку, принял решение — возвращаться обратно в аэропорт «Пулково». Но когда Ту-104 при заходе на посадку находился на высоте около 150 метров, террорист привёл в действие взрывное устройство. В результате направленного взрыва была вырвана передняя дверь самолёта вместе с частью фюзеляжа. Но, несмотря на экстремальную ситуацию, Янченко сумел посадить лайнер, сохранив тем самым жизнь всех пассажиров.
Указом Президиума Верховного Совета СССР от 6 июня 1973 года за мужество и отвагу, проявленные при выполнении служебного долга, командиру корабля Гражданской авиации капитану запаса Янченко Вячеславу Михайловичу присвоено звание Героя Советского Союза с вручением ордена Ленина и медали «Золотая Звезда» (№ 10 736).

## Награды
Награждён орденом Ленина, медалями.